# Saša Ćirić
Saša Ćirić (Kumànovo, 11 de gener del 1968) és un exfutbolista professional macedoni.

## Carrera
La carrera del jugador macedoni nascut a Kumànovo (llavors Iugoslàvia) es va iniciar al Sloga Skopje. Durant diversos anys va anar canviant d'equip, militant al Pelister Bitola, al CSKA Sofia i al Vardar Skopje, abans de fer el salt al futbol alemany, de la mà del FC Nürnberg.
En el futbol alemany, a més a més del Nüremberg, Ciric també va jugar al Tennis Borussia Berlin, al Eintracht Frankfurt i, finalment, al Offenbacher Kickers.
A més a més, va defensar la samarreta de la selecció de futbol de Macedònia del Nord entre 1995 i el 2004, marcant 8 gols.